# Mnamet Aroussia
Mnamet Aroussia, littéralement Songe d'Aroussia, est une série télévisée tunisienne en langue arabe en quinze épisodes de 40 minutes diffusée durant le ramadan 2000 sur TV7.

## Synopsis
Aroussia Chared est une femme richissime, sévère mais généreuse, qui descend d'une vieille famille tunisoise de la moyenne bourgeoisie. Âgée de plus de 80 ans, elle est la veuve d'un notable de la campagne, Boubaker Chared, de Aithet El Maghraoui dans le nord-ouest de la Tunisie. Elle est mariée une première fois à Belhassen Azzouz, un citadin de la haute bourgeoisie tunisoise, avec lequel elle a deux jumeaux : Hédi et Béhija ; il la quitte alors qu'elle a 27 ans pour se marier avec une femme plus riche et conserve la garde des enfants chez lui à Tunis.
Aroussia Chared vit dans une grande demeure, située dans un vaste domaine de plusieurs centaines d'hectares qu'elle continue à gérer, avec son petit-fils épileptique, Azaïez, fils de son fils défunt Moncef, artiste photographe, et de sa cousine paternelle Rabiaa. Il s'avère qu'elle est la vraie propriétaire du domaine et qu'elle a développé ce patrimoine, son mari Boubaker ayant fait faillite dans un projet. Cette richesse lui attire les reproches de la famille maternelle de son petit-fils qui l'accuse de ne pas avoir partagé l'héritage avec lui.
Zahi Chelihi, modeste aide-photographe de Moncef, reste ami avec Aroussia et se rend chez elle, même après la mort de son fils. Il lui envoie Lilia, la fille de sa sœur Hayet, pour qu'elle devienne sa dame de compagnie ; celle-ci finit par devenir sa gouvernante et par découvrir que Moncef est son père.
Souhaitant publier les travaux de son fils, Aroussia organise avec Zahi des évènements, planifiant même la fondation d'un musée au nom de son fils. En réalité, Zahi est le véritable auteur des œuvres. Par jalousie, il finit par incendier la maison d'Aroussia, détruisant ainsi sa chambre et celle de Moncef.
Mahdi Azzouz, fils de Hédi, devenu le gestionnaire du patrimoine de sa grand-mère, tombe amoureux de Lilia. Dans le même temps, Zeineb Azzouz, sœur de Mahdi, séduit Azaïez pendant son séjour chez Aroussia afin de s'enrichir. Azaïez, tombé amoureux, demande sa main et l'épouse malgré le refus de Hédi et Aroussia.

## Distribution
- Mouna Noureddine : Aroussia Hannefi Chared
- Hassen Khalsi : Hédi Azzouz, fils d'Aroussia
- Khadija Ben Arfa : Nabiha Azzouz, épouse de Hédi Azzouz
- Wajiha Jendoubi : Lilia Thabti, petite-fille d'Aroussia de son fils Moncef
- Fayçal Bezzine : Azaïez Chared, petit-fils d'Aroussia de son fils Moncef
- Ali Mosbah : Zahi Chelihi, oncle de Lilia et ami de Moncef Chared
- Mohamed Jebali : Mahdi, fils de Hédi et Nabiha ; petit-fils d'Aroussia
- Latifa Gafsi : Lellahom Chared, grand-mère d'Azaïez
- Mounira Brinsi : Zeineb, fille de Hédi et Nabiha ; épouse d'Azaïez
- Naïma El Jeni : Sassia, ouvrière chez Aroussia
- Lassad Ben Younes : Rejeb, élève de Zahi Chelihi
- Jouda Najah : Béhija Azzouz, fille d'Aroussia
- Saloua Mohamed : Rabiaa Chared, mère d'Azaïez et fille de Lellahom
- Lamia Amri : Cherifa, cuisinière et amie intime de Lilia
- Sondes Fehri : Dorsaf, fille de Hédi et Nabiha
- Ahmed Snoussi : Salem, notable de la campagne
- Fethi Mselmani : Abderrahmen, avocat d'Aroussia
- Anissa Lotfi : Hayet Chelihi Thabti, mère de Lilia
- Slah Msadek : Jalloul, propriétaire d'un restaurant et frère de Cherifa
- Dalila Meftahi : Radhia, épouse de Jalloul
- Salah Jday : Larbi, ouvrier chez Aroussia
- Hammadi Ammar : Mbarek, ouvrier chez Aroussia ; époux de Sassia
- Ali Khemiri : Mongi, propriétaire d'une galerie
- Chedly Arfaoui : Mohieddine, petit ami de Lilia puis de Malika
- Najet Ben Ezzeddine : Malika, amie intime de Lilia
- Jamil Joudi : riche veuf
- Lazhari Essabai : Falah, époux de Rabiaa
- Sondes Hammou : Fattoum, ouvrière chez Aroussia ; épouse de Larbi
- Houda Hammaoui : Kaouther, invitée chez Aroussia
- Amel Alouane : assistante sociale
- Sofiène Chaâri : Abderrazzak, vendeur de fleurs
- Naziha Youssef : Eljia, fille de Salem

## Fiche technique
- Scénario et dialogues : Ali Louati
- Musique du générique : Tahar Guizani
- Réalisateur : Slaheddine Essid